# Issole (Verdon)
Die Issole ist ein Fluss im südöstlichen Frankreich, der im Département Alpes-de-Haute-Provence in der Region Provence-Alpes-Côte d’Azur verläuft. Sie entspringt in den französischen Seealpen, an der Südwestflanke des Berggipfels Sommet de Denjuan (2401 m), im Gemeindegebiet von Thorame-Basse, entwässert generell in südlicher Richtung, erreicht im Unterlauf den Regionalen Naturpark Verdon und mündet nach rund 29 Kilometern an der Gemeindegrenze von Saint-André-les-Alpes und La Mure-Argens als rechter Nebenfluss in den Verdon.

## Orte am Fluss
(Reihenfolge in Fließrichtung)
- La Valette, Gemeinde Thorame-Basse
- Thorame-Basse
- Château Garnier, Gemeinde Thorame-Basse
- La Mure, Gemeinde La Mure-Argens
- Saint-André-les-Alpes